# Biosafety level
De term biosafety level (afgekort tot BSL) wordt gebruikt om het niveau van voorzorgsmaatregelen te specificeren in ruimten waar gewerkt wordt met biologische stoffen. In de Verenigde Staten heeft het CDC de niveaus gespecificeerd. In de Europese Unie zijn dezelfde niveaus gespecificeerd in een richtlijn.
Buitenaardse stalen afkomstig van de planeten of manen waar de kans bestaat of bestond op buitenaards leven worden verwerkt in speciale BSL-4-laboratoria. Stalen afkomstig van de maan, planetoïden of kometen worden verwerkt in BSL-3-laboratoria.

## Niveaus

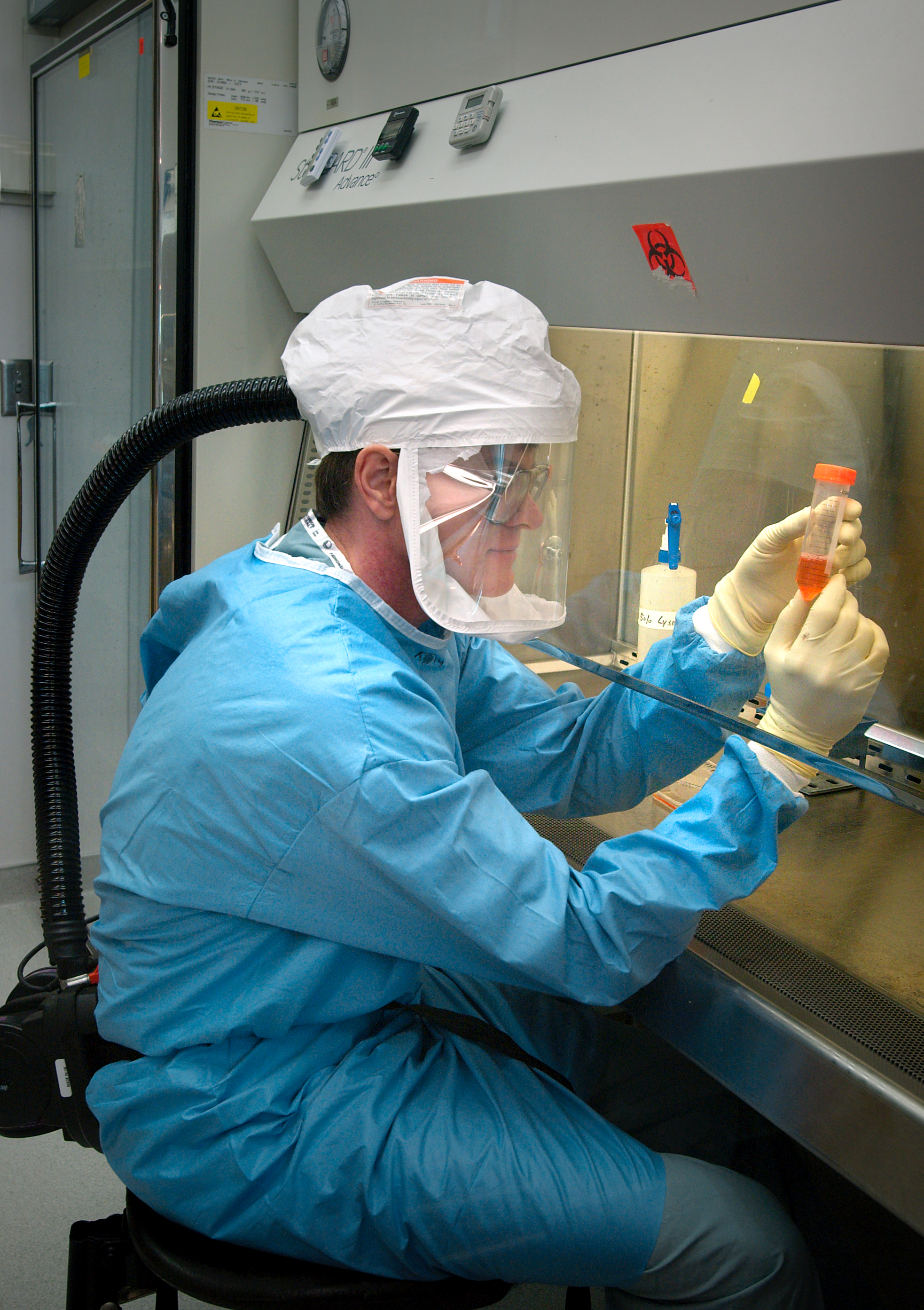
Onderzoek in een BSL-3-laboratorium, vergeleken met ...

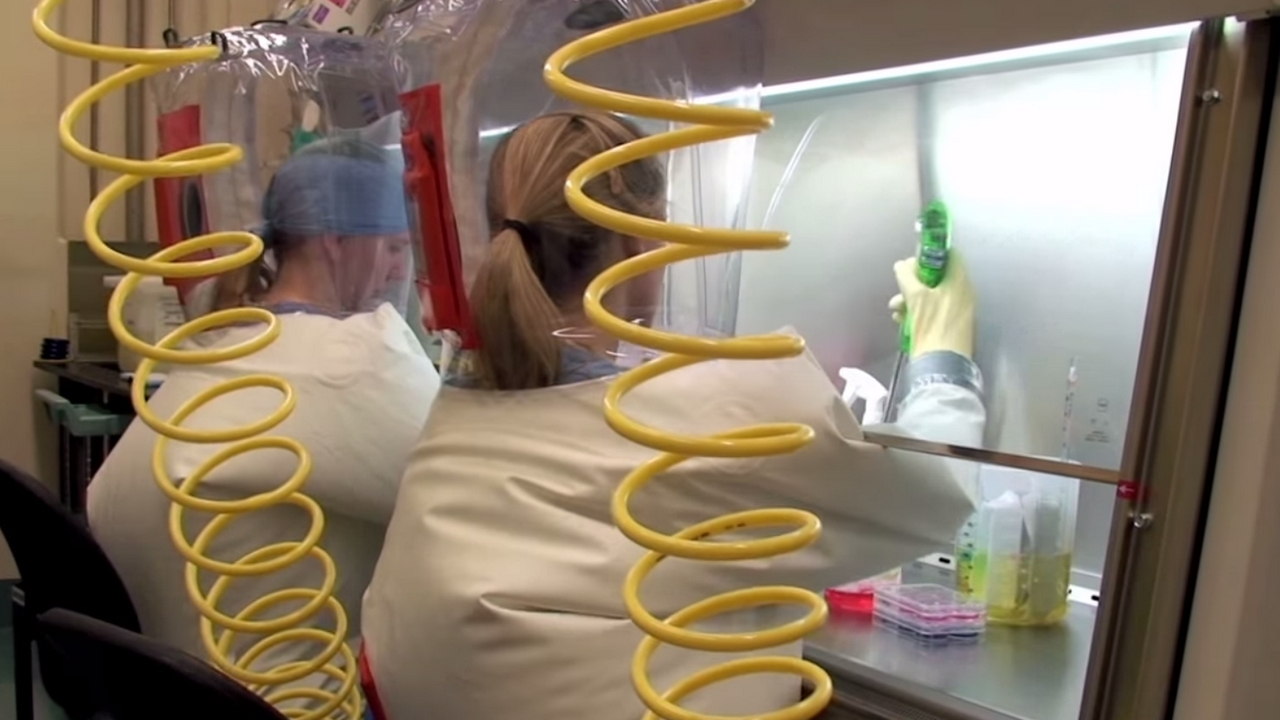
... vergelijkbaar werk in een BSL-4-laboratorium

### Biosafety level 1 (BSL 1)
Hier mag gewerkt worden met alle micro-organismen (virussen, schimmels, bacteriën, etc.) die normaal geen ziekte bij de mens veroorzaken. Er zijn geen speciale veiligheidsmaatregelen nodig anders dan een goed geoutilleerd microbiologisch laboratorium. Gewone laboratoriumhygiëne is voldoende. Alle afval wordt ontsmet.

### Biosafety level 2 (BSL 2)
Hier mag gewerkt worden met organismen die ziekten veroorzaken die zich niet makkelijk onder de bevolking verspreiden en waartegen effectieve geneesmiddelen of vaccins bestaan. Voorbeelden zijn kinkhoest, difterie, mazelen en meningokokken. Het lab is echter alleen toegankelijk voor mensen die er werken en de procedures kennen. Deuren zijn altijd gesloten tijdens het werk en ramen kunnen niet open. De hele ruimte is ingericht om efficiënt schoon te maken en te desinfecteren. Alle afval wordt ontsmet.

### Biosafety level 3 (BSL 3)
Hier wordt gewerkt met veroorzakers van zeer ernstige ziekten die zich mogelijk verspreiden onder de bevolking, maar waartegen wel medicijnen of vaccinaties beschikbaar zijn. Denk aan polio, COVID-19, tuberculose en tyfus.
De luchtdruk in deze ruimten is lager dan die van de omgeving, zodat de lucht altijd 'naar binnen' stroomt. Men mag het lab alleen binnengaan via een sluis en gekleed in een jas met achtersluiting. Er wordt gewerkt in een biologische veiligheidswerkbank of in een glovebox. Materialen mogen pas naar buiten als ze dubbel verpakt zijn en aan de buitenkant ontsmet. Mogelijk besmet afval wordt eerst ontsmet voordat het wordt afgevoerd.

### Biosafety level 4 (BSL 4)
De organismen waarmee hier wordt gewerkt, zijn besmettelijk en dodelijk en er zijn geen medicijnen of vaccins tegen (bijvoorbeeld het Ebolavirus). Een uitzondering op die regel is het pokkenvirus; ondanks het feit dat er een vaccin tegen bestaat wordt er toch in een BSL-4-laboratorium gewerkt.
Om iedere mogelijkheid op ontsnappen van het organisme te voorkomen, is het lab een hermetisch gesloten 'doos' van roestvast staalplaat. De wanden, het plafond en de vloer worden aan elkaar gelast. Het werk vindt plaats in bioveiligheidskasten of isolatoren en de mensen die er gaan werken dragen overdrukpakken die bij vertrek uit de ruimte in een decontaminatiedouche worden ontsmet.

## Veiligheid
Niettegenstaande de hoge veiligheidsvereisten en strenge veiligheidsprocedures kan het gebeuren dat laboratoriummedewerkers besmet raken met  de biologische stoffen waarmee ze werkten. Ook kan het zijn dat die uit het lab ontsnappen. De Amerikaanse American Biological Safety Association houdt hiervan een lijst bij. Zo raakten sinds 1970 54 mensen besmet met brucella en 9 met ebola, in sommige gevallen met de dood tot gevolg.
Een van de hypothesen van het ontstaan van het COVID-19-virus was dat het zou zijn ontsnapt uit een BSL-4-laboratorium in Wuhan. Deze theorie is inmiddels ontkracht op basis van nieuw epidemiologisch en genetisch bewijs.